# Palazzo

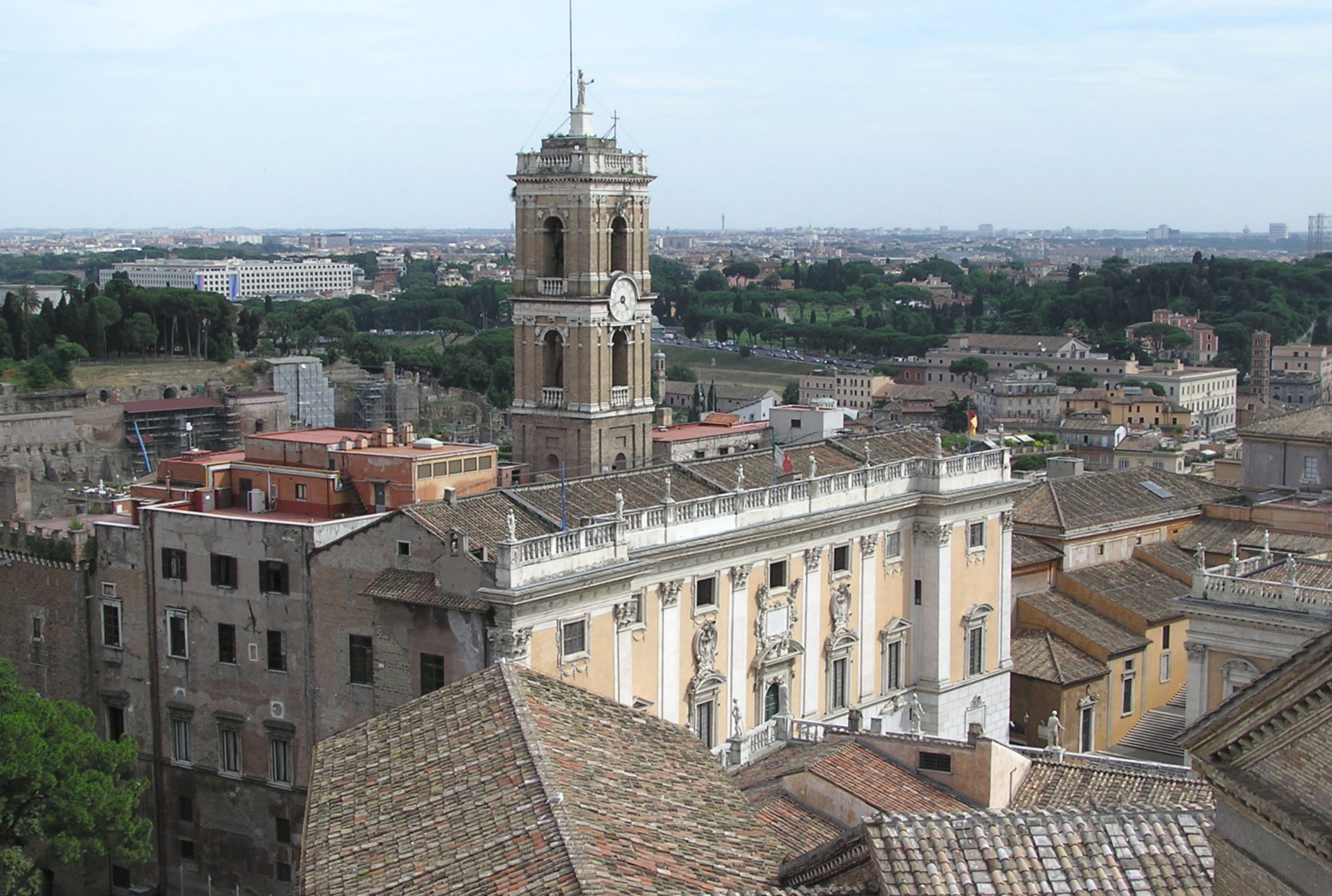
Palazzo Senatorio, het stadhuis waarin o.a. het bureau van de burgemeester van Rome, op de Piazza del Campidoglio gezien vanaf het Monument van Victor Emanuel II

Palazzo is het Italiaans woord voor paleis. In Italië is een palazzo een groot gebouw met een bepaalde architecturale ambitie dat dient als hoofdkwartier van een bepaalde familie of een instelling. Ook wordt de benaming soms gebruikt voor een huizenblok.
Winkels op de begane grond en appartementen erboven in een modern palazzo zijn helemaal niet onlogisch. Historisch gezien was de begane grond van een grote familie de ruimte voor handel en kantoren, open voor bedienden, handelaren, klanten en het publiek, terwijl de piano nobile samen met de daarboven gelegen verdiepingen privé gehouden werd voor de familie en schoner en veiliger was dan de begane grond. Er waren of zijn vaak gescheiden, soms externe, trappen naar de bovenste zolderkamers bestemd voor gebruik door het personeel.

## Etymologie
De woorden palazzo (Italiaans), palace (Engels), palais (Frans), "paleis" en andere vergelijkbare woorden komen voort uit de naam voor het Palatijn in Rome, dat in het Latijn Palatium heet. Op deze heuvel bezat de patricische familie Julia een stuk land waar ze hun residentie bouwden. Toen Augustus Romeins keizer werd na zijn opvolging van Julius Caesar werd hun huis en de naam voor de heuvel Palatijn zelf synoniem voor een keizerlijke residentie.